# 孙大中
孙大中（1932年—1997年5月1日），中国地质学家。

## 生平
1932年生于威海卫行政区。1955年毕业于北京地质学院。1991年当选为中国科学院学部委员(院士)。曾任地质矿产部天津地质矿产研究所研究员、中国科学院广州地球化学研究所研究员。长期从事前寒武纪地质、地球化学等研究。